# Area (anatomie)
Area is een term die in de anatomie wordt gebruikt om een bepaald deel van een oppervlak of bepaalde streek aan te duiden.
Het begrip wordt vooral gebruikt in de neurobiologie. Hiermee beschrijft men die delen van de hersenschors die betrokken zijn bij zintuigelijke waarnemingen en de aansturing van het bewegingsapparaat.